# Malaric (Roi des Suèves)
Pour les articles homonymes, voir Malaric.
Malaric ou Amalaric est le dernier prétendant au royaume des  Suèves de Gallécie. 
En 585, après que le roi, Andeca, a été vaincu et capturé par les Visigoths, Malaric, qui prétendait être apparenté au roi 
Ariamir, se révolte. Selon Jean de Biclar, il est défait par les chefs d'armée du roi  Léovigilde qui le capturent et le présentent enchaîné à leur souverain.

## Source
- (en) Jorge C. Aria "Identity and Interactions: The Suevi and the Hispano-Romans." University of Virginia ; spring 2007.